# Саґвараміо
Саґвараміо (груз. საგვარამიო) — село в Грузії.
За даними перепису населення 2014 року в селі проживає 481 особа.